# Łyżwiarstwo figurowe na Zimowych Igrzyskach Olimpijskich 1980
Łyżwiarstwo figurowe na Zimowych Igrzyskach Olimpijskich 1980 – jedna z dyscyplin rozgrywanych podczas igrzysk w dniach 16–23 lutego 1980 w Lake Placid, w Stanach Zjednoczonych.  Zawody odbyły się w czterech konkurencjach: solistów, solistek, par sportowych, par tanecznych.

## Medaliści
| Konkurencja   | Złoto                                   | Srebro                                | Brąz                                 |
| Soliści       | Robin Cousins                           | Jan Hoffmann                          | Charles Tickner                      |
| Solistki      | Anett Pötzsch                           | Linda Fratianne                       | Dagmar Lurz                          |
| Pary sportowe | Irina Rodnina / Aleksandr Zajcew        | Marina Czerkasowa / Siergiej Szachraj | Manuela Mager / Uwe Bewersdorf       |
| Pary taneczne | Natalja Liniczuk / Giennadij Karponosow | Krisztina Regőczy / András Sallay     | Irina Moisiejewa / Andriej Minienkow |

## Klasyfikacja medalowa
| Miejsce | Państwo                           | złoto | srebro | brąz | Łącznie |
| ------- | --------------------------------- | ----- | ------ | ---- | ------- |
| 1       | Związek Radziecki                 | 2     | 1      | 1    | 4       |
| 2       | Niemiecka Republika Demokratyczna | 1     | 1      | 1    | 3       |
| 3       | Wielka Brytania                   | 1     | 0      | 0    | 1       |
| 4       | Stany Zjednoczone                 | 0     | 1      | 1    | 2       |
| 5       | Węgry                             | 0     | 1      | 0    | 1       |
| 6       | Republika Federalna Niemiec       | 0     | 0      | 1    | 1       |
| Łącznie | Łącznie                           | 4     | 4      | 4    | 12      |

## Wyniki

### Soliści
| Poz. | Zawodnik               | Reprezentacja     | Punkty | Miejsce | CF | SP  | FS  |
| ---- | ---------------------- | ----------------- | ------ | ------- | -- | --- | --- |
| 01 ! | Robin Cousins          | Wielka Brytania   | 189,48 | 13      | 4  | 1   | 1   |
| 02 ! | Jan Hoffmann           | NRD               | 189,72 | 15      | 1  | 2   | 2   |
| 03 ! | Charles Tickner        | Stany Zjednoczone | 187,06 | 28      | 2  | 5   | 3   |
| 4    | David Santee           | Stany Zjednoczone | 185,52 | 34      | 3  | 3   | 5   |
| 5    | Scott Hamilton         | Stany Zjednoczone | 181,78 | 45      | 8  | 4   | 4   |
| 6    | Igor Bobrin            | ZSRR              | 177,40 | 55      | 7  | 6   | 8   |
| 7    | Jean-Christophe Simond | Francja           | 175,00 | 64      | 6  | 10  | 9   |
| 8    | Mitsuru Matsumura      | Japonia           | 172,28 | 75      | 11 | 7   | 7   |
| 9    | Fumio Igarashi         | Japonia           | 172,04 | 77      | 13 | 8   | 6   |
| 10   | Konstantin Kokora      | ZSRR              | 168,18 | 91      | 10 | 11  | 10  |
| 11   | Hermann Schulz         | NRD               | 166,70 | 98      | 9  | 9   | 13  |
| 12   | Brian Pockar           | Kanada            | 163,26 | 107     | 12 | 12  | 12  |
| 13   | Rudi Cerne             | RFN               | 159,30 | 116     | 15 | 13  | 11  |
| 14   | Thomas Öberg           | Szwecja           | 149,80 | 127     | 14 | 14  | 14  |
| 15   | Christopher Howarth    | Wielka Brytania   | 145,66 | 134     | 16 | 15  | 15  |
| 16   | Xu Zhaoxiao            | Chiny             | 117,16 | 144     | 17 | 16  | 16  |
| WD   | Władimir Kowalow       | ZSRR              | DNS    | DNS     | 5  | DNS | DNS |

### Solistki
| Poz. | Zawodniczka               | Reprezentacja     | Punkty | Miejsce | CF | SP | FS |
| ---- | ------------------------- | ----------------- | ------ | ------- | -- | -- | -- |
| 01 ! | Anett Pötzsch             | NRD               | 189,00 | 11      | 1  | 4  | 3  |
| 02 ! | Linda Fratianne           | Stany Zjednoczone | 188,30 | 16      | 3  | 1  | 2  |
| 03 ! | Dagmar Lurz               | RFN               | 183,04 | 28      | 2  | 5  | 6  |
| 4    | Denise Biellmann          | Szwajcaria        | 180,06 | 43      | 12 | 2  | 1  |
| 5    | Lisa-Marie Allen          | Stany Zjednoczone | 179,42 | 45      | 8  | 3  | 4  |
| 6    | Emi Watanabe              | Japonia           | 179,04 | 48      | 4  | 8  | 5  |
| 7    | Claudia Kristofics-Binder | Austria           | 176,88 | 60      | 5  | 7  | 9  |
| 8    | Susanna Driano            | Włochy            | 172,82 | 77      | 6  | 14 | 10 |
| 9    | Sandy Lenz                | Stany Zjednoczone | 172,74 | 82      | 11 | 6  | 7  |
| 10   | Kristiina Wegelius        | Finlandia         | 172,04 | 87      | 7  | 11 | 12 |
| 11   | Sanda Dubravčić           | Jugosławia        | 170,30 | 100     | 13 | 10 | 8  |
| 12   | Karena Richardson         | Wielka Brytania   | 168,94 | 109     | 10 | 9  | 14 |
| 13   | Karin Riediger            | RFN               | 166,32 | 120     | 15 | 13 | 11 |
| 14   | Danielle Rieder           | Szwajcaria        | 165,46 | 125     | 9  | 15 | 16 |
| 15   | Heather Kemkaran          | Kanada            | 164,64 | 128     | 16 | 12 | 15 |
| 16   | Kira Iwanowa              | ZSRR              | 161,54 | 144     | 18 | 16 | 13 |
| 17   | Susan Broman              | Finlandia         | 157,54 | 152     | 14 | 17 | 17 |
| 18   | Christina Riegel          | RFN               | 149,50 | 162     | 17 | 19 | 18 |
| 19   | Franca Bianconi           | Włochy            | 144,82 | 134     | 19 | 18 | 19 |
| 20   | Shin Hae-Sook             | Korea Południowa  | 128,18 | 134     | 20 | 22 | 22 |
| 21   | Gloria Mas-Gil            | Hiszpania         | 126,56 | 190     | 21 | 20 | 21 |
| 22   | Zhenghua Bao              | Chiny             | 126,96 | 191     | 22 | 21 | 20 |

### Pary sportowe
| Poz. | Zawodnicy                             | Reprezentacja     | Punkty | Miejsce | SP  | FS  |
| ---- | ------------------------------------- | ----------------- | ------ | ------- | --- | --- |
| 01 ! | Irina Rodnina / Aleksandr Zajcew      | ZSRR              | 147,26 | 9       | 1   | 1   |
| 02 ! | Marina Czerkasowa / Siergiej Szachraj | ZSRR              | 143,80 | 19      | 2   | 2   |
| 03 ! | Manuela Mager / Uwe Bewersdorf        | NRD               | 140,52 | 33      | 4   | 3   |
| 4    | Marina Piestowa / Stanisław Leonowicz | ZSRR              | 141,14 | 31      | 3   | 4   |
| 5    | Kitty Carruthers / Peter Carruthers   | Stany Zjednoczone | 137,38 | 46      | 5   | 5   |
| 6    | Sabine Baeß / Tassilo Thierbach       | NRD               | 136,00 | 53      | 6   | 6   |
| 7    | Sheryl Franks / Michael Botticelli    | Stany Zjednoczone | 133,84 | 64      | 7   | 7   |
| 8    | Christina Riegel / Andreas Nischwitz  | RFN               | 131,70 | 71      | 8   | 8   |
| 9    | Barbara Underhill / Paul Martini      | Kanada            | 129,36 | 78      | 9   | 9   |
| 10   | Susan Garland / Robert Daw            | Wielka Brytania   | 124,36 | 91      | 11  | 10  |
| 11   | Elizabeth Cain / Peter Cain           | Australia         | 121,30 | 98      | 10  | 11  |
| WD   | Tai Babilonia / Randy Gardner         | Stany Zjednoczone | DNS    | DNS     | DNS | DNS |

### Pary taneczne
| Poz. | Zawodnicy                               | Reprezentacja     | Punkty | Miejsce | CD | OD | FD |
| ---- | --------------------------------------- | ----------------- | ------ | ------- | -- | -- | -- |
| 01 ! | Natalja Liniczuk / Giennadij Karponosow | ZSRR              | 205,48 | 13      | 1  | 1  | 2  |
| 02 ! | Krisztina Regőczy / András Sallay       | Węgry             | 204,52 | 14      | 2  | 2  | 1  |
| 03 ! | Irina Moisiejewa / Andriej Minienkow    | ZSRR              | 140,52 | 33      | 3  | 3  | 3  |
| 4    | Liliana Řeháková / Stanislav Drastich   | Czechosłowacja    | 198,02 | 39      | 4  | 4  | 4  |
| 5    | Jayne Torvill / Christopher Dean        | Wielka Brytania   | 197,12 | 42      | 5  | 5  | 5  |
| 6    | Lorna Wighton / John Dowding            | Kanada            | 193,80 | 54      | 6  | 8  | 6  |
| 7    | Judy Blumberg / Michael Seibert         | Stany Zjednoczone | 190,30 | 66      | 7  | 7  | 7  |
| 8    | Natalja Biestiemjanowa / Andriej Bukin  | ZSRR              | 188,18 | 75      | 9  | 6  | 9  |
| 9    | Stacey Smith / John Summers             | Stany Zjednoczone | 188,38 | 75      | 8  | 9  | 8  |
| 10   | Henriette Fröschl / Christian Steiner   | RFN               | 178,38 | 94      | 10 | 10 | 10 |
| 11   | Susanne Handschmann / Peter Handschmann | Austria           | 177,78 | 96      | 11 | 11 | 11 |
| 12   | Karen Barber / Nicky Slater             | Wielka Brytania   | 176,92 | 104     | 12 | 12 | 12 |